# Unione Sportiva Casertana 1971-1972
Questa pagina raccoglie le informazioni riguardanti l'Unione Sportiva Casertana nelle competizioni ufficiali della stagione 1971-1972.

## Rosa
| N. |                   | Ruolo | Calciatore           |
| -- | ----------------- | ----- | -------------------- |
|    | Italia (bandiera) | D     | Vincenzo Carannante  |
|    | Italia (bandiera) | A     | Giuseppe Corbellini  |
|    | Italia (bandiera) |       | Cotena               |
|    | Italia (bandiera) | C     | Domenico Di Maio     |
|    | Italia (bandiera) | D     | Costantino Ferraioli |
|    | Italia (bandiera) | D     | Antonio Ferrone      |
|    | Italia (bandiera) | A     | Antonio Fiorillo     |
|    | Italia (bandiera) | A     | Roberto Gatti        |
|    | Italia (bandiera) | D     | Alberto Giacomin     |
|    | Italia (bandiera) | A     | Bruno Graziani       |
|    | Italia (bandiera) |       | Guadagnolo           |
|    | Italia (bandiera) |       | Iosche               |
|    | Italia (bandiera) | D     | Domenico Labrocca    |

| N. |                   | Ruolo | Calciatore          |
| -- | ----------------- | ----- | ------------------- |
|    | Italia (bandiera) | C     | Eugenio Matteoni    |
|    | Italia (bandiera) | C     | Natale Mazzeo       |
|    | Italia (bandiera) | A     | Franco Migliorati   |
|    | Italia (bandiera) | D     | Stelio Nardin       |
|    | Italia (bandiera) | C     | Antonio Ottobre     |
|    | Italia (bandiera) | P     | Giuseppe Porrino    |
|    | Italia (bandiera) | P     | Giovanni Simoncelli |
|    | Italia (bandiera) | A     | Francesco Spadafora |
|    | Italia (bandiera) | C     | Gianni Tanello      |
|    | Italia (bandiera) | A     | Nerio Ulivieri      |
|    | Italia (bandiera) |       | Vitiello            |
|    | Italia (bandiera) | P     | Adriano Zanier      |